# 1738 год в науке
В 1738 году произошли различные научные и технологические события, некоторые из которых представлены ниже.

## События
- Жак де Вокансон продемонстрировал во Французской академии наук первый в мире автомат. Это был «флейтист» — фигура в рост человека, внутри которой устроены были пружины и меха, проводившие воздух в различные части механизма так, что губы автомата и его пальцы совершали правильные движения по флейте.
- По инициативе Карла III, короля Неаполя и Сицилии, возобновлены археологические работы в Геркулануме.
- В Мадриде основана Королевская академия истории

## Публикации
- Огромную роль в создании динамики жидкостей и газов сыграл пионерский труд Даниила Бернулли «Гидродинамика». В этой работе Бернулли основал кинетическую теорию газов, исследовал разнообразные виды движения жидкостей и газов, дал фундаментальный закон Бернулли, впервые ввёл понятие механической работы. Многие рассуждения Бернулли опираются на уже завоевавший авторитет закон сохранения энергии («живой силы»)[1].

## Родились
- 28 мая — Жозеф Игнас Гильотен, профессор анатомии, политический деятель. Его именем названа гильотина — машина для обезглавливания.
- 13 ноября — Христиан Адольф Клоц, немецкий филолог-классик[2].
- 15 ноября — Уильям Гершель, английский астроном немецкого происхождения.
- 25 ноября — Томас Аббт, немецкий философ.

## Скончались
- 6 января — Жан Батист Лаба, французский путешественник.
- 21 июня — Чарльз Тауншенд, исследователь в области сельскохозяйственных наук.
- 23 сентября — Герман Бургаве, нидерландский врач, ботаник и химик.